# Dysschema fulva
Dysschema fulva är en fjärilsart som beskrevs av Gustav Weymer 1914. Dysschema fulva ingår i släktet Dysschema och familjen björnspinnare. Inga underarter finns listade i Catalogue of Life.